# Livonia (Missouri)
Livonia és una població dels Estats Units a l'estat de Missouri. Segons el cens del 2000 tenia 114 habitants.

## Demografia
Segons el cens del 2000, Livonia tenia 114 habitants, 46 habitatges, i 28 famílies. La densitat de població era de 163 habitants per km².
Dels 46 habitatges en un 30,4% hi vivien nens de menys de 18 anys, en un 47,8% hi vivien parelles casades, en un 6,5% dones solteres, i en un 39,1% no eren unitats familiars. En el 30,4% dels habitatges hi vivien persones soles el 6,5% de les quals corresponia a persones de 65 anys o més que vivien soles. El nombre mitjà de persones vivint en cada habitatge era de 2,48 i el nombre mitjà de persones que vivien en cada família era de 3,29.
Per edats la població es repartia de la següent manera: un 28,9% tenia menys de 18 anys, un 7% entre 18 i 24, un 28,9% entre 25 i 44, un 23,7% de 45 a 60 i un 11,4% 65 anys o més.
L'edat mediana era de 39 anys. Per cada 100 dones de 18 o més anys hi havia 107,7 homes.
La renda mediana per habitatge era de 22.813 $ i la renda mediana per família de 24.063 $. Els homes tenien una renda mediana de 19.375 $ mentre que les dones 23.750 $. La renda per capita de la població era de 8.633 $. Entorn del 36,4% de les famílies i el 35,4% de la població estaven per davall del llindar de pobresa.

## Poblacions més properes
El següent diagrama mostra les poblacions més properes.